# 地暖系統

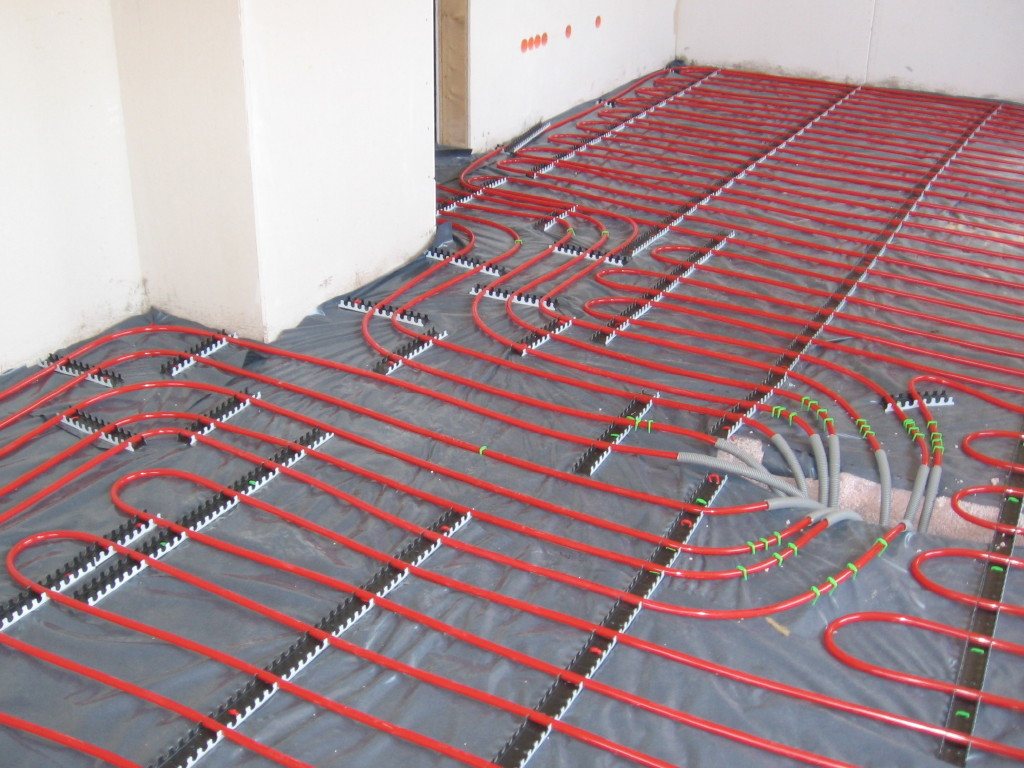
地面铺好的电暖管

地暖系統又稱地板採暖、地板暖氣、地暖，是一種中央室溫控制系統，地板會被嵌入熱水或電热元件，通電後，電热元件便將電能轉化為熱能，這些熱量隨後從地面輻射或傳導出來，這樣房間便能溫暖舒適。地暖系統亦可以用來降低溫度，不過原理與冷氣有所不同。